# Козлово (Сарапульский район)
Козло́во — упразднённое село в Сарапульском районе Удмуртии.

## География
Село располагалось в юго-восточной части Удмуртии на берегах реки Козловки, в 18 км к западу от реки Камы, в 36 км к юго-востоку от центра города Ижевска и в 22 км к северо-западу от районного центра — города Сарапула.

## История
В письменных источниках село Козлово упоминается в переписной книге 1678 года.
В 1780 году — в Сарапульском уезде Вятского наместничества (с 1796 года — Вятской губернии).
В январе 1921 года село Козлово и Козловская волость в составе Сарапульского уезда были переданы в Пермскую губернию.
Исключено из учётных данных в 1986 году.

## Религия
Известно, что по крайней мере с 1678 года в Козлово действовала деревянная Христорождественская церковь. В 1778 году Вятской духовной консисторией была выдана храмозданная грамота на строительство нового каменного храма во имя Рождества Христова. Церковь была построена с двумя приделами: главный в честь Рождества Христова, был освящён в 1798 году, а второй, в честь Св. Апостолов Петра и Павла — в 1788 году. В 1827 году каменная церковь была перестроена, добавлен третий престол, который стал главным. Окончательно строительство было завершено в 1845 году.
В приход церкви по данным на 1842 год входили: с. Козлово, поч. Оверинский, поч. Дикушинский, поч. Мартыновский, д. Татаркино, д. Нарядово, д. Грязнуха, д. Бураново, д. Яган, поч. Квадашур, д. Паркачево, д. Патраково, д. Елькино, д. Становка, поч. Красная Горка, поч. Никольский, д. Можга, д. Баситово, поч. Кутер-Кутон, д. Пальники, поч. Пикановский, поч. Мальцев, поч. Прокопьевский, поч. Фоминский, д. Бугрыш, поч. Чекашево, поч. Байкузин, поч. Сундуковский, поч. Бодинский, поч. Чутожмон, поч. Андриановский.
В 1869 году при церкви было открыто церковно-приходское попечительство (закрыто в 1896 году, открыто вновь в 1908 году).
В 1875 году на приходском кладбище была построена часовня в честь Великомученика Георгия Победоносца.
Церковь закрыта на основании постановления Свердловского облисполкома от 5 декабря 1931 года. Здание было передано под клуб, а позднее разобрано из-за ветхости.